# 火焰之纹章 圣魔之光石
《火焰之纹章 圣魔之光石》是Intelligent Systems开发的战术角色扮演游戏，由任天堂于2004年在日本、2005年在欧美发行，对应掌上游戏机Game Boy Advance平台。此为火焰之纹章系列的第八款作品，是系列第二款面向日本外的作品，也是继《封印之剑》及其前传《烈火之剑》后，系列第三款暨最后一款Game Boy Advance游戏。
《圣魔之光石》设定于玛基·维尔大陆，大陆五大古国各有一块封印魔物的圣石。突然，军事力量最强的古拉德帝国皇帝彼加尔德下令，入侵其他国家摧毁圣石。主角艾瑞珂和伊弗列姆身为鲁内斯王室，联合其他国家的盟友，制止古拉德帝国侵略並保護圣石。游戏核心玩法如同系列前作，敌我双方在网格式战场上，按回合移動角色战斗。游戏的核心特征有：战败角色永久死亡，特定角色通过支援对话提升战力。
《圣魔之光石》与《火焰之纹章 苍炎之轨迹》同期开发。游戏沿用系列的视觉设计与机制，并部分结合了《火焰之纹章外传》等早期作品的元素。游戏2004年在日本售出23万余套，并在北美地区售出9万套。游戏故事与游戏性总体获得好评，但许多评论称其与前作过于相似。直到2012年任天堂3DS的《火焰之纹章 觉醒》，系列才于掌上游戏机发行全新作品。

## 玩法

游戏战斗画面，艾莉可（右）的剑克制古拉德兵（左）的斧

《火焰之纹章 圣魔之光石》是一款战术角色扮演游戏。玩家扮演王室兄妹艾莉可和艾夫拉姆，于旅程中联合盟友，击败入侵的敌人。游戏分为若干章节，章节内包含剧情和战斗两部分。隨著剧情推进，世界地图上会出現新地点。玩家除前往新地点战斗發展剧情外，亦可回之前地点补充物资，或挑战可选迷宫锻炼角色。
战斗方式为回合制，玩家军、盟军和敌军轮流开始自己的回合。各军在己方回合中，指挥本方全体角色移动及执行指令。该方全部角色行动完毕后，回合结束，轮到下一方行动。玩家的目标为歼灭全部敌军、占领特定目标、坚守一定回合等，具体条件因关卡而异。玩家一方角色戰敗後将無法战斗，亦即永久死亡，除非玩家從存档处重新开始。若艾瑞珂、伊弗列姆等重要角色死亡，游戏即告结束，玩家只能读取之前存档。
角色装备武器才能攻击敌人。武器依射程，可分为剑、斧等近战武器，以及弓、法杖等远程武器。角色只能攻击武器射程范围内的敌人，若对方装备射程允许，将会予以还击。武器間还存在石头、剪刀、布般的互克關係，例如剑克斧、斧克枪、枪克剑。所有武器使用後耐久都会降低，使用一定次数后会永久损坏。玩家可和队友交换，或从商店购买武器。角色達到一定熟练度後，才能使用高級武器。熟练度可通过使用同类武器不断提升，从最低的E级升到A级，再到最高的S级。当一种武器类型的熟练度达到S级後，其他武器熟练度最高只能到A级。
角色的職業决定其技能、可用武器种类、能力值和移动范围。例如，骑兵角色行动完毕后，若有剩余行动力，还可执行“再移动”指令。有“救援”能力的单位可降低自己能力值，替受救援单位抵挡伤害。一些角色还可恢复体力值，治疗“中毒”（每回合持续失去生命值）、“狂暴”（攻击附近的单位，不分敌我）等异常状态，或让“睡眠”、“石化”的角色恢复行动能力。角色使用武器可获经验值；累积100点经验值将升一级，各项能力值随机提升；角色的等级上限是20级。角色到达10级时，可使用特定道具转换职业提升能力。相比于前作，本作可以選擇所轉職業，例如：轻骑士可选择转职成圣骑士或重骑士。在战斗中，特定角色之间在位置紧邻一定回合后，将出现对话选项，提升支援等级。战斗中，相互支援的角色相距不远时，彼此能力将会提升。
除了单人游戏外，游戏还包括本地多人模式，四名玩家可以将选定的单位带入竞技场。根据比赛条件的不同，最后存活的队伍或得分最高的队伍将获得胜利。竞技场中角色不会永久死亡。

## 剧情概要
游戏设定于玛基·维尔大陆，由六个国家统治。很久以前，其中五国被赋予五颗称为“圣石”的神奇宝石。八百多年前，人类与怪物展开战斗，而圣石就被用来封印魔王弗莫提斯的灵魂。游戏剧情的开始，五国中最大的古拉德帝国突袭邻国鲁内斯。结果，鲁内斯王国陷落，王室双胞胎兄妹艾瑞珂和伊弗列姆被迫分离：艾瑞珂在王国将军塞斯的保护下，逃往北部国家弗雷利亚；伊弗列姆则在暗中，发起抵抗南部古拉德帝国的运动。艾瑞珂向其他国家寻助并召集盟友时，发现这片土地上充满了魔物，这标志魔王弗莫提斯的回归。与哥哥伊弗列姆重聚后，二人发现古拉德帝国计划摧毁所有圣石，并再次释放弗莫提斯。兄妹试图联系他们的密友，古拉德王子里昂，了解古拉德帝国的异样，但却无法联系上。而帝国又开始转向其他国家，并成功摧毁弗雷利亚的圣石。
双胞胎兄妹再度分头，执行保护圣石的任务。艾瑞珂想经由第六个国家，新兴的卡尔奇诺共和国，前往罗斯顿圣教国。然而卡尔奇诺和古拉德秘密结盟，她的部队只好计划经由沙漠王国贾哈那，逃离卡尔奇诺共和国。而正好贾哈那的圣石也被帝国摧毁，艾瑞珂被古拉德的两个军团围攻。与此同时，伊弗列姆与来自弗雷利亚，以及古拉德帝国内部的部分正义之士组成联军。他们直驱帝国的心脏，一路打到了古拉德皇帝彼加尔德的宫殿。在击败彼加尔德后，里昂王子出现并告诉大家，发动战争的皇帝只是一个傀儡。几个月前彼加尔德因病去世，里昂担心自己无力统治古拉德，迫切希望能将父亲复活。里昂利用古拉德圣石的力量来复活自己的父亲，但无意中吸收了封印其中的魔王的灵魂碎片。里昂被魔王侵蚀着心智，彼加尔德则成为魔王的傀儡。里昂用残存的人性告诉伊弗列姆，一旦所有圣石被摧毁，魔王将再次统治玛基·维尔大陆。随后，王子里昂消失了。伊弗列姆带着这些情报，前往贾哈那王国营救艾瑞珂。
古拉德最早入侵时，摧毁的是假鲁内斯圣石。双胞胎兄妹重逢后，重整军队解放了祖国鲁内斯，拿回鲁内斯的真圣石。从盟国弗雷里亚借来援军后，主角一行人向东前往罗斯顿圣教国，希望保护其圣石。在途中，失去心智的里昂袭击了这对兄妹，摧毁了鲁内斯的真圣石。双胞胎从罗斯顿圣教国拿走到最后一块完整的圣石并成功逃脱。兄妹二人追踪里昂到暗之树海，他正在那里执行魔王复活仪式。这对双胞胎与里昂战斗，并杀死这位昔日的好友，却无意中将他作为最后的祭品复活了魔王。艾瑞珂和伊弗列姆用仅存的罗斯顿圣石封印了魔王的灵魂，并毁灭了他的身躯。人与魔的斗争在这片树海画上了句号。最后大家返回了各自的国家，这对兄妹则将最后的圣石封印起来，并着手重建他们的国家。

## 开发与发行
《圣魔之光石》由系列开发商Intelligent Systems开发，他们还同时开发任天堂GameCube游戏《火焰之纹章 苍炎之轨迹》。据工作人员透露，他们本以为不会再开发Game Boy Advance新作，但2003年却与《火焰之纹章 苍炎之轨迹》一起意外启动。两款作品彼此独立制作。《圣魔之光石》除了Intelligent Systems员工外，还由聘请的自由职业人来協助开发，其中包括前卡普空开发人员。曾开发《封印之剑》和《烈火之剑》和田幸子负责角色设计，并兼任游戏总监。同樣設計角色的還有參加《烈火之剑》，后参与动画工作室Production I.G项目的平田亮。游戏剧本由前田耕平编写。《圣魔之光石》沿用了系列核心系统，并新增了一些要素。游戏部分机制借鉴了1992年的《火焰之纹章外传》，以及几款超级任天堂作品。后来有人指出，这些内容是开发者向《火焰之纹章外传》致敬。系列各作中“火焰之纹章”设定不一，《圣魔之光石》的“火焰之纹章”指保存在古拉德帝国中，用于封印魔王灵魂的圣石。迄今为止，玛基·维尔世界未在系列其他作品中出现。《圣魔之光石》是系列最后一部Game Boy Advance作品。直到2012年任天堂3DS的《火焰之纹章 觉醒》发行，系列全新作品才再度问世于掌上游戏机。
《圣魔之光石》于2004年6月首次在日本亮相，定于当年秋季发行。游戏于2004年10月7日在日本发行。任天堂在当年9月投放了一个特别的商业广告：福田沙纪饰演女孩拿着Game Boy Advance玩游戏时，被吸入火焰之纹章的世界中。游戏有两本攻略，分别于10月21日和11月17日发售。任天堂于一篇报告中，暗示《苍炎之轨迹》和《圣魔之光石》将会在西方发行，这是最早关于西方版的消息。《圣魔之光石》分别于2005年在5月23日和11月4日在北美和欧洲发行。《圣魔之光石》是系列第二款在欧美发行的游戏。任天堂树屋演示人员蒂姆·奥利里和艾伦·埃夫里尔表示，《圣魔之光石》文字量少于前作，是款更易于本地化的游戏。2011年12月16日，《圣魔之光石》向“任天堂3DS大使计划”用户开放免费下载。后来的Wii U Virtual Console版于2014年8月6日在日本发布，2015年1月1日在PAL区发布，同年6月18日北美发布。

## 评价
| 汇总媒体     | 得分               |
| ------------ | ------------------ |
| GameRankings | 84%（49篇评论）    |
| Metacritic   | 85/100（38篇评论） |

| 媒体      | 得分   |
| --------- | ------ |
| 1UP.com   | B+     |
| Eurogamer | 8/10   |
| GameSpot  | 8.8/10 |
| GameSpy   | 4.5.5  |
| IGN       | 8.5/10 |
| NGC       | 4/5    |
| PALGN     | 9/10   |
| Fami通    | 35/40  |
| RPGamer   | 4/5    |
| RPGFan    | 82%    |

《圣魔之光石》在日本首发日售出97,842套，实际销售率超过64％。截至2004年底，该游戏已售出233,280套，在《Fami通》年度游戏销量排行榜排名48名。游戏当年在北美销量达96,000套，是销量前20的任天堂平台游戏。任天堂未公布游戏确切总销量，但称其为2005年成功的Game Boy Advance游戏。
《Fami通》赞赏剧情和角色的魅力值得品味。1UP.com的卡伦·朱（Karen Chu）表示，游戏穿插的出色故事，缓解了玩家战斗后的筋疲力尽。IGN的克雷格·哈里斯（Craig Harris）说道：“剧情绝对是一流的，不啰嗦就更好了”，并称赞故事让他更加珍惜角色。GameSpy的大卫·查普曼（David Chapman）指出故事情节很丰富。GameSpot的格雷格·卡萨文（Greg Kasavin）表示，《圣魔之光石》有“精心编写、令人惊异的精致剧情，展现了许多惹人喜爱的英雄和反派”。Eurogamer的汤姆·布拉姆威尔（Tom Bramwell）说剧情“很棒”，称与前作相比，本作的异国故事更多。西蒙·帕金（Simon Parkin）在《NGC杂志》的评论中，称赞游戏“令人愉悦、逐步剥开的故事”，并指出翻译质量优秀，更有助于他理解游戏世界和角色。PALGN评论家马克·玛罗（Mark Marrow）表示，游戏剧情较前作更上一层楼，称其为“通过反派和英雄们行为展现出史诗感，同时加入些许喜剧的成分来给故事注入轻松的基调”。RPGamer的马修·福斯特（Matthew Foster）指出翻译品质优秀，但称剧情有些老套，是游戏最薄弱的部分。RPGFan的艾伦·奈特（Alan Knight）称该情节“易于理解”，并指出有些古怪的角色使玩家轻松许多。
谈到游戏玩法，《Fami通》赞扬了战术游戏玩法和新元素，同时也提到永久死亡很刺激，并轻微批评游戏节奏问题。尽管火焰之纹章系列自首作发布以来几乎没有什么变化，但哈里斯仍然享受游戏的乐趣，称玩家不会从他们最初的体验中感受到任何明显变化。查普曼肯定了系列自面世以来的改进，并称赞了多人游戏选项。卡萨文赞扬了游戏玩法的策略深度，并称赞游戏适合不同年龄和技能水平的玩家。福斯特称，虽然玩法较前作没有太大变化，但却是游戏的最大特色与优势。奈特享受游戏体验，但对缺乏创新感到不满，觉得这与早期的火焰之纹章游戏过于相似。尽管对永久死亡感到沮丧，但布拉姆威尔还是喜欢这款游戏，并对称赞了角色能力设定间的小差别。帕金表示，花费大量时间就可以制定完美策略，而且可以在角色死亡后可以重启关卡或去刷经验提高角色属性是十分诱人的。但在后一种情况下，可能会破坏游戏的预期难度。玛罗在游戏中度过了愉快的时光，并称赞即使是新手玩起来也很轻松。